# Rhytiphora satelles
Rhytiphora satelles là một loài bọ cánh cứng trong họ Cerambycidae.